# ウァレンティニアヌス3世
フラウィウス・プラキディウス・ウァレンティニアヌス（Flavius Placidius Valentinianus）またはウァレンティニアヌス3世（Valentinianus III, 419年7月2日 - 455年3月16日）は、西ローマ帝国の皇帝（在位：425年 - 455年）。

## 生涯
父はコンスタンティウス3世、母はテオドシウス1世の娘ガッラ・プラキディア皇妃。2人の間の唯一の皇太子としてラヴェンナに生まれる。しかしながら父が没すると母はホノリウスと決別、姉・ホノリアと共に東ローマ帝国コンスタンティノポリスの皇宮に出奔、甥のテオドシウス2世の元に身を寄せた。423年にホノリウスが没すると、西ローマ帝国ではヨハンネスが西方正帝に選出された。これに対して東ローマ帝国のテオドシウス2世は、自身の影響力の及ばないヨハンネスを替えて、自身の従弟で幼いウァレンティニアヌスを西方正帝に据えようと企てた。テオドシウス2世は424年10月23日にウァレンティニアヌスをコンスタンティノポリスで自身の副帝に昇格させると、ゲルマン人の将軍アスパルに命じて西ローマ帝国を襲撃させ、425年7月までにヨハンネスや西ローマ帝国の高官らを殺害し、同年10月23日に幼いウァレンティニアヌスを西方正帝の座に据えた。
ウァレンティニアヌスが正帝の称号を得たとき彼はわずか6歳であったため、国政は幼少期には母プラキディアの、433年以降は蛮族出身の将軍フラウィウス・アエティウスの手に握られた。437年にウァレンティニアヌスはテオドシウス2世の皇女リキニア・エウドクシアと結婚した。その即位の経緯から、ウァレンティニアヌスは西ローマ帝国の人々にとっては憎悪の対象であった。450年に母プラキディアが亡くなると、皇帝は帝国の憎悪を一身に浴びるようになった。
ウァレンティニアヌス3世の治世には西ローマ帝国の解体が際立っている。439年にはアフリカ州がヴァンダル族によって征服され、446年にはブリタンニアを最終的に放棄、イスパニアとガリアの大部分を失い、蛮族の割拠に任せた。シチリア島や地中海西岸は、ヴァンダル王ガイセリックの艦船によって掠奪されている。西ローマ帝国の権勢が衰えるにつれて、納税がだんだんと耐え難いものになっていき、西ローマの残存する属州の忠誠心も悪化していった。ウァレンティニアヌス3世の宮殿はラヴェンナにあったが、アッティラが現われ、翌453年に急死するまでイタリア北部を荒らし回ると、ウァレンティニアヌス3世はローマに逃げ出している。
以上の惨状の裏側で、451年にアエティウスがフン族の王アッティラに対して大勝利を収め、同じくアエティウスによる、ガリア南部における西ゴート族に対する武勲（426年、429年、436年）や、ライン川やドナウ川への侵入者に対する軍功（428年 - 431年）も挙げることができる。
しかし、453年にアエティウスが主導して自身の息子ガウデンティウスとウァレンティニアヌス3世の皇女プラキディアの婚約が強引に成立すると、454年にウァレンティニアヌス3世は不信感からアエティウスを殺害した。アエティウスを自身の手で殺した皇帝に対し、ある元老院議員が　「私は陛下の御意思やお怒りについては何も存じません。ただ、私は貴方が御自身の左手で御自身の右手を切り落としたことは知っています」と言った。翌年3月16日、ウァレンティニアヌスは、アエティウスと同じく蛮族出身だったアエティウスの後任者2名によって暗殺された。聖ジョバンニ・イン・ラテラノ教会前の広場でウァレンティニアヌスが暗殺されたとき、その場に居合わせた西ローマ帝国の人々のなかに皇帝を助けようとする者は誰もいなかったという。35歳での死であった。
ウァレンティニアヌス3世は危機における統治能力を欠いていただけでなく、克己心のなさと僻みやすい性格によって、帝国の危機をいっそう深刻にしたのであった。